# Michael Witzel
Michael Witzel (Schwiebus, 18 luglio 1943) è un indologo tedesco.
È stato professore della prima cattedra di sanscrito (Wales Professor of Sanskrit) all'Università di Harvard dal 1990 e curatore della Harvard Oriental Series (volumi 50-73).

## Pubblicazioni
| Controllo di autorità | VIAF (EN) 69060348 · ISNI (EN) 0000 0000 8148 8546 · LCCN (EN) n92060655 · GND (DE) 137252366 · BNF (FR) cb129254430 (data) · J9U (EN, HE) 987007508032405171 · NDL (EN, JA) 001193842 · CONOR.SI (SL) 215719523 |